# Waiting (Fun Boy Three)
Waiting è il secondo ed ultimo album del gruppo musicale britannico Fun Boy Three, pubblicato dall'etichetta discografica Chrysalis nel febbraio 1983.
L'album è prodotto da David Byrne. Il gruppo firma 8 dei 10 brani, di cui cura gli arrangiamenti insieme a Nicky Holland.
Dal disco vengono tratti i singoli The Tunnel of Love e Our Lips Are Sealed, oltre a The More I See (The Less I Believe), che era stato pubblicato l'anno precedente, e The Farm Yard Connection, uscito solo per il mercato tedesco.

## Tracce

### Lato A
1. Murder She Said
2. The More I See (The Less I Believe)
3. Going Home
4. We're Having All the Fun
5. The Farm Yard Connection

### Lato B
1. The Tunnel of Love
2. Our Lips Are Sealed
3. The Pressure of Life (Takes the Weight Off the Body)
4. Things We Do
5. Well Fancy That!